# ديبورا فيرنون هاكيت
ديبورا فيرنون هاكيت (بالإنجليزية: Deborah Vernon Hackett)‏ هي فاعلة خير أسترالية، ولدت في 18 يونيو 1887 في باسينديان ‏ في أستراليا، وتوفيت في 16 أبريل 1965.